# اقتصاد أخضر

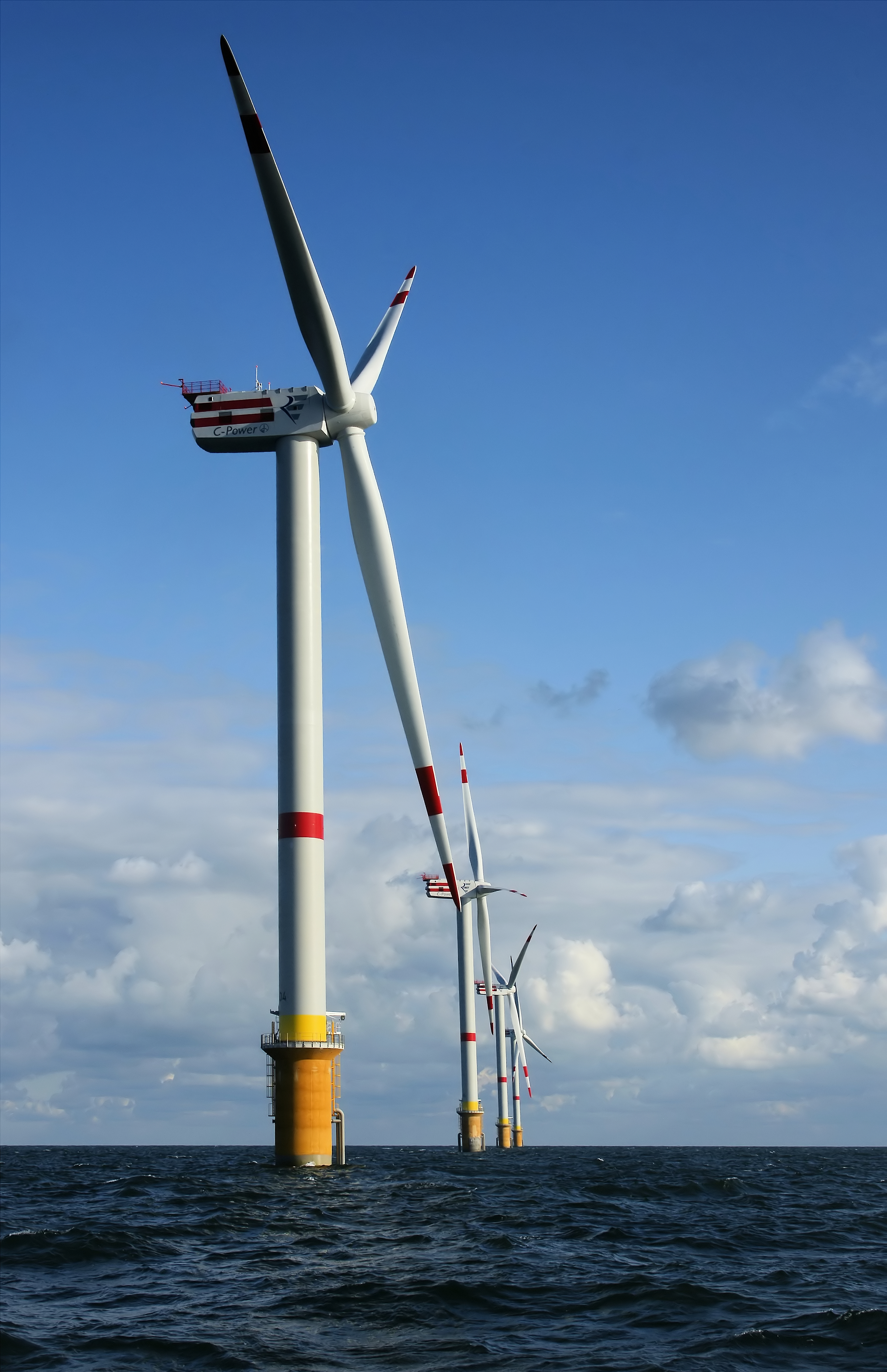
انشاء طاقات متجددة بإحترام المعايير البيئية للحد من مخاطر البيئة

يُعرَّف الاقتصاد الأخضر (بالإنجليزية: Green Economy) بأنه اقتصاد يهدف إلى الحدّ من المخاطر البيئية وإلى تحقيق التنمية المستدامة دون أن يؤدي إلى حالة من التدهور البيئي. وهو يرتبط بشكل وثيق بالاقتصاد الإيكولوجي، لكنه يتمتع بتركيز أقوى من الناحية السياسية. يناقش تقرير الاقتصاد الأخضر الصادر عن برنامج الأمم المتحدة للبيئة في عام 2011: «لكي يكون الاقتصاد أخضر، لا ينبغي أن يكون فعالًا فحسب، بل أن يكون عادلًا أيضًا. إذ تعني هذه العدالة الاعتراف بأبعاد المساواة من الناحية المالية على المستوى العالمي والمحلي، وخاصة في ضمان التحول العادل إلى اقتصاد منخفض الكربون يتّسم بالكفاءة بالنسبة لاستخدام الموارد والشمولية الاجتماعية».
ومن السمات التي تميّزه عن النُّظم الاقتصادية السابقة، وضعه تقييمًا مباشرًا لرأس المال الطبيعي وخدمات النظام البيئي، باعتباره ذو قيمة اقتصادية (انظر إلى اقتصاديات النظم البيئية والتنوع البيئي ومصرف رأس المال الطبيعي) إلى جانب تمتّعه بنظام محاسبة بيئية كاملة التكلفة حيث يتم من خلاله تتبُّع التكاليف الخارجية التي تُعمّم على المجتمع عبر الأنظمة البيئية بشكل موثوق.
برزت الممارسات المتعلقة بالملصقات الخضراء كمعايير ملائمة لمستهلكي البيئة والتنمية المستدامة. إذ بدأت العديد من الصناعات في اعتماد هذه المعايير كطرق قابلة للتطبيق بهدف تعزيز ممارساتها في مجال تخضير البيئة في الاقتصاد المُعولَم.

## المعايير البيئية
يُقاس الناتج الاقتصادي من خلال استخدام فهرس المؤشرات الاقتصادية. وقد نشأت المؤشرات الخضراء عن الحاجة إلى قياس تأثير الإنسان على البيئة، وتأثير قطاعات الكفاءة مثل النقل وصناعة الطاقة وتشييد المباني والسياحة، بالإضافة إلى تدفقات الاستثمار الموجهة إلى مجالات مثل الطاقة المتجددة وابتكار التقنية النظيفة.
1.    نشرت شركة دوال سيتيزن إل إل سي الاستشارية في الإصدار السادس من فهرس الاقتصاد الأخضر العالمي (جي جي إي آي) بين عامي 2010 – 2018، عن الأداء الاقتصادي الأخضر ونتائجه في 130 دولة على أربعة أبعاد رئيسية للقيادة وتغير المناخ وقطاعات الكفاءة والأسواق والاستثمار والبيئة.
2.   2009 – 2012 فهرس المدينة الخضراء: دراسة عالمية من قبل شركة سيمنز.
3.   2009 – 2013 مشروع دوائر الاستدامة في 5 مدن من 5 دول مختلفة.
تُعتبر قياسات البصمة البيئية طريقة أخرى لقياس الأثر البشري وهي تُعتبر معايير إضافية تُستخدم من قِبَل الحكومات المحلية.

## قضايا الطاقة الخضراء
تحتاج الاقتصادات الخضراء إلى توليد طاقة مستدامة بالاستناد إلى الطاقة المتجددة لتحلّ محلّ الوقود الأحفوري إلى جانب حفظ الطاقة والاستخدام الفعّال لها.
ثمّة مبرر لإخفاق السوق بالاستجابة لاحتياجات الحفاظ على البيئة والتخفيف من آثار تغيّر المناخ بحجّة ارتفاع العوامل الخارجية والتكاليف الأولية للبحوث والتنمية، كما أن تسويق مصادر الطاقة المستدامة والمنتجات الخضراء يمنع الشركات من التقليل من أثرها البيئي. إذ يحتاج الاقتصاد الأخضر إلى إعانات دعم من الحكومة بهدف تحفيز الشركات على الاستثمار والإنتاج وتقديم خدمات خضراء. يوفر كل من قانون الطاقة المتجددة الألماني وتشريعات العديد من الدول الأعضاء في الاتحاد الأوروبي وقانون الانتعاش وإعادة الاستثمار الأمريكي لعام 2009، مثل هذه الحوافز. ومع ذلك، يناقش خبراء آخرون بأن الاستراتيجيات الخضراء يمكن أن تكون مربحة للغاية للشركات التي تستوعب فكرة الأعمال المتعلقة بالاستدامة وبالتالي يمكنها تسويق وتقديم المنتجات والخدمات الخضراء إلى ما هو أبعد من المستهلك الأخضر التقليدي.